# Вельцов
Ве́льцов или Вельзов (нем. Welzow; н.-луж. Welzow) — город в Германии, в земле Бранденбург, в 16 км к северо-западу от Хойерсверды и в 23 км к юго-западу от Котбуса.
Входит в состав района Шпре-Найсе. Занимает площадь 23,91 км². Официальный код — 12 0 71 408. Ближайшая пассажирская железнодорожная станция в Нойпетерсхайне.
Подразделяется на два района: собственно Вельцов и сельский населённый пункт Прошим (Прожим) в статусе городского района.

## История
Впервые название Вельцов упоминается в записях городской книги города Шпремберг за 12 декабря 1547 года, но прежде бытовало мнение об упоминании о Вельцове в 1280 году, которое было опровергнуто дополнительными исследованиями.
Неподалёку от Вельцова располагался карьер Вельцов-Зюд комбината Шварце-Пумпе специализировавшийся на добыче бурого угля открытым способом, также здесь был до 1992 года завод по производству угольных брикетов. Долгое время у западной окраины (Ной-Вельцов) города дислоцировался отдельный авиационный полк ВВС СССР.
Ныне на аэродроме Вельцова действует авиационный музей, а к югу от центра Вельцова в районе Прошим действует музей «Alte Mühle» («Старая мельница»).

## Население
| Год  | Численность | Численность |
| ---- | ----------- | ----------- |
| 1990 | 5602        | [ 7 ]       |
| 2000 | 4838        | [ 7 ]       |
| 2005 | 4183        | [ 7 ]       |
| 2010 | 3806        | [ 8 ]       |
| 2015 | 3645        | [ 9 ]       |
| 2020 | 3317        | [ 10 ]      |
| 2021 | 3274        | [ 11 ]      |
| 2022 | 3297        | [ 12 ]      |
| 2023 | 3229        | [ 13 ]      |

В настоящее время деревня входит в состав культурно-территориальной автономии «Лужицкая поселенческая область», на территории которой действуют законодательные акты земель Саксонии и Бранденбурга, содействующие сохранению лужицких языков и культуры лужичан.

## Известные люди
- В городе работал шахтёром Струпат Отто — немецкий коммунист, делегат I конгресса Красного Интернационала профсоюзов, который похоронен на Красной площади в Москве.

## Фотографии

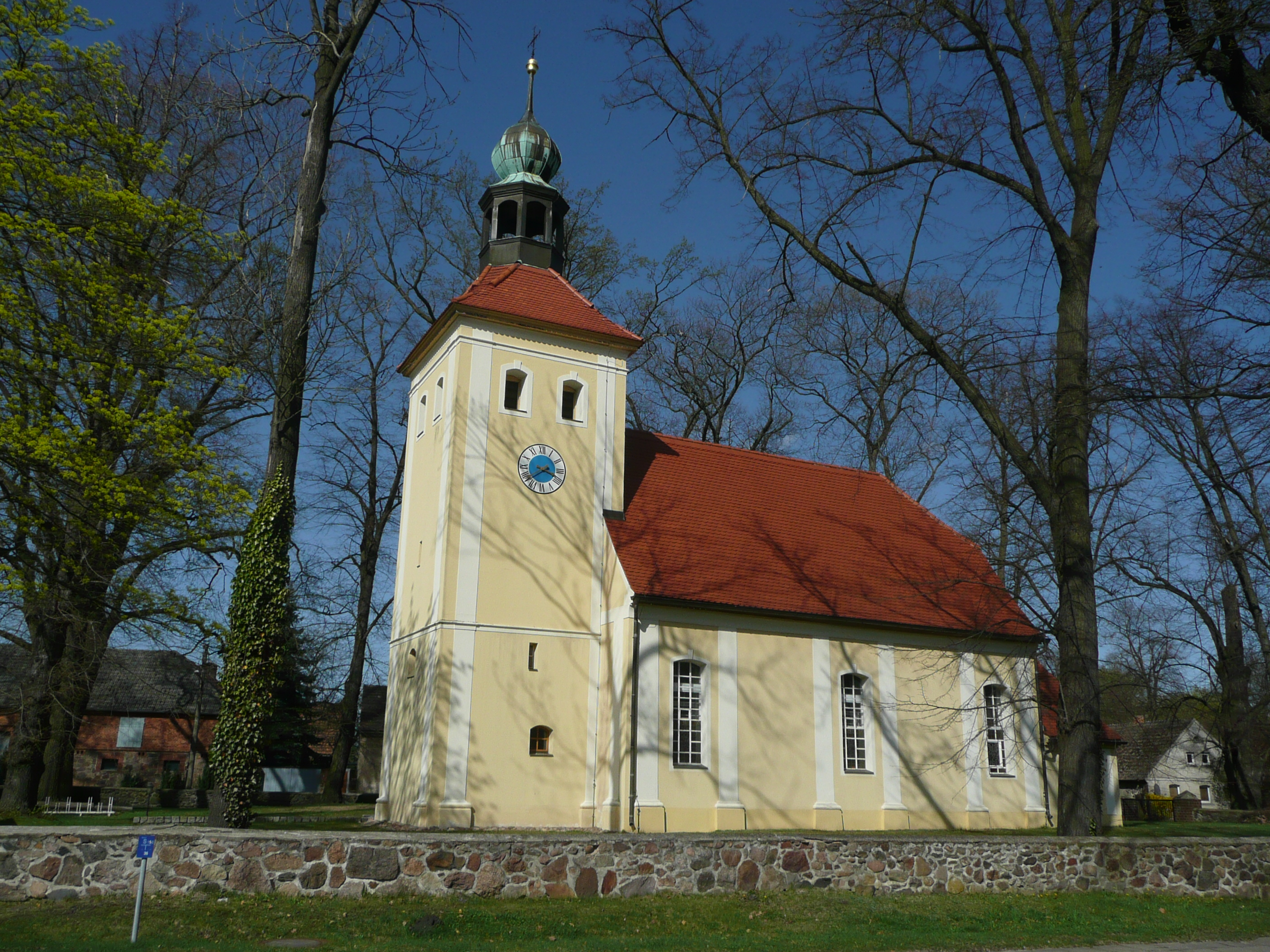
евангелическая кирха
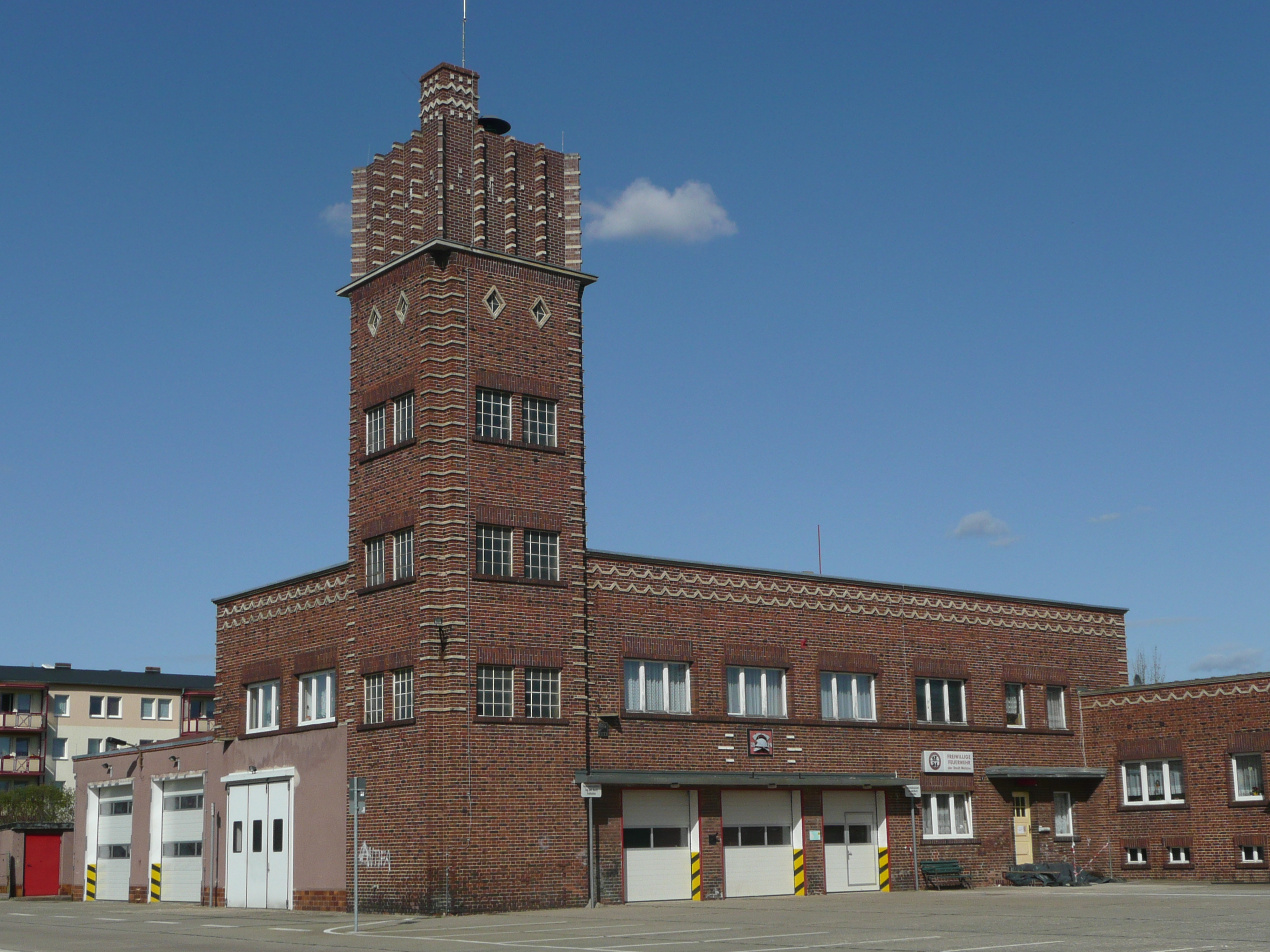
городская пожарная служба
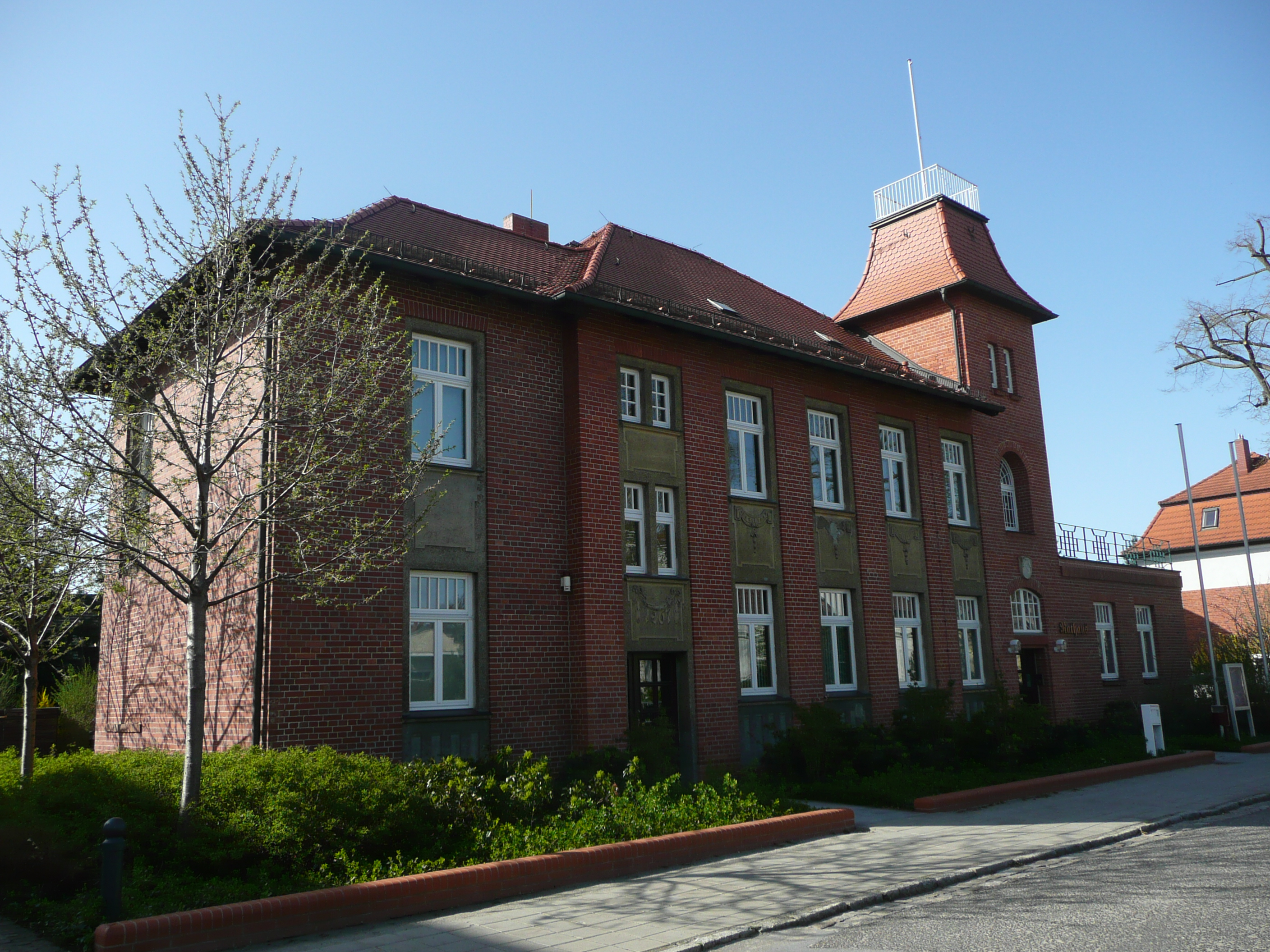
Ратуша
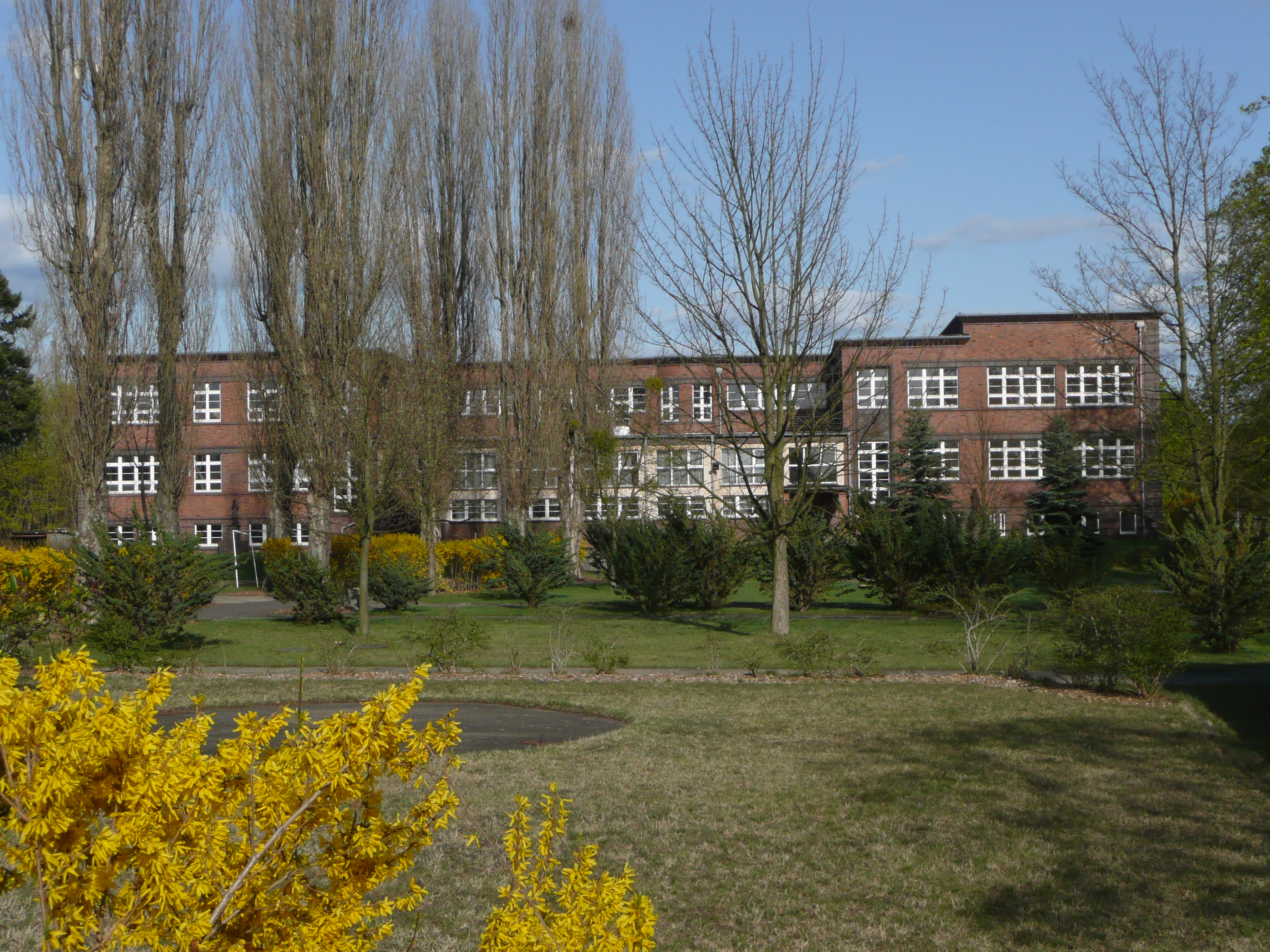
Бывшая школа Пушкина
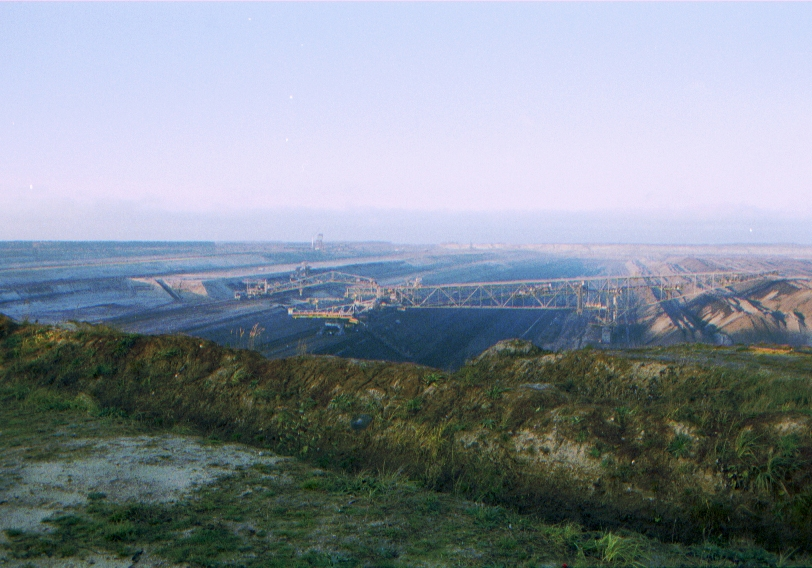
1997 год, карьер Вельцов-Зюд, южная окраина города